# 248
Криза Римської імперії у 3 столітті. Правління імператора Філіппа Араба. У Китаї триває період трьох держав, найбільшою державою на території Індії є Кушанська імперія, у Персії править династія Сассанідів.
На території лісостепової України Черняхівська культура. У Північному Причорномор'ї готи й сармати.

## Події
- В римській провінції Мезія війська проголосили імператором Пакаціана. Того ж року він був убитий солдатами.

## Померли
- Цариця Хіміко